# Marco Cassini

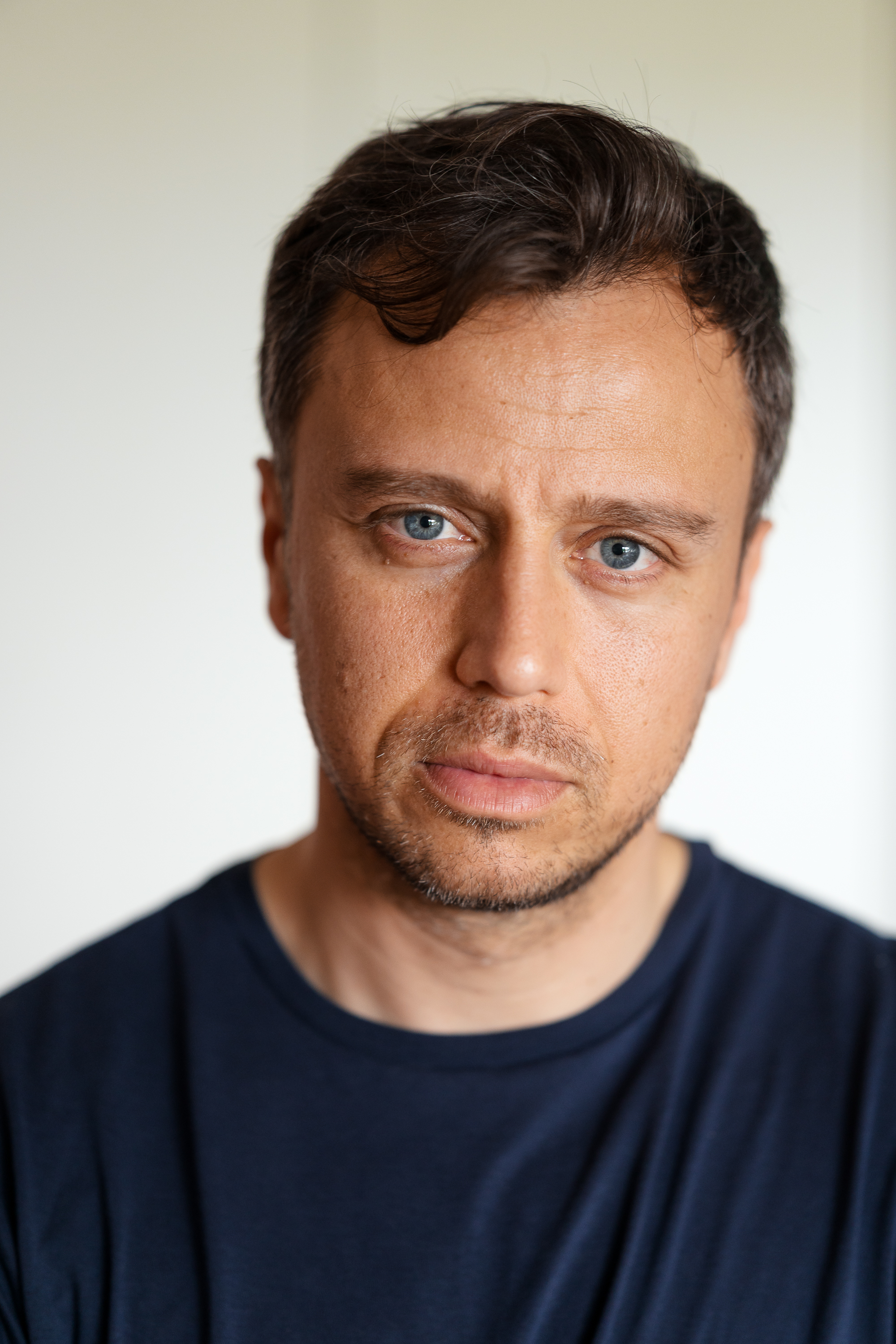
Portrait by Marco Ragaini

Marco Cassini (Teramo, 17 maggio 1986) è un attore e regista italiano.

## Biografia

### Cinema e televisione
Diplomato in recitazione al Centro sperimentale di cinematografia, esordisce per il cinema come attore nel 2008 con il giallo corale La canarina assassinata, che vede tra gli interpreti anche Caterina Vertova. Seguono, tra la fine degli anni 2000 e gli inizi degli anni 2010, i primi lavori nelle fiction televisive. Oltre a un ruolo minore nella miniserie Lo smemorato di Collegno, ha recitato nei telefilm Don Matteo (7ª stagione) e Provaci ancora prof! (4ª stagione) nel ruolo di un personaggio presente in un solo episodio, implicato nel mistero da risolvere in quello specifico episodio. Nello stesso periodo, partecipa al lungometraggio Una canzone per te e frequenta uno stage al Piccolo Teatro di Milano e al Meisner Acting Class di Los Angeles.
Nel 2011 interpreta uno studente nella 1ª stagione del telefilm Fuoriclasse. Nello stesso anno è accreditato nella 7ª stagione del telefilm Un medico in famiglia come personaggio ricorrente, ruolo per il quale riceve il premio come migliore attore non protagonista al Napoli Cultural Classic. È del 2013 il ruolo di co-protagonista nella miniserie di ambientazione storica L'ultimo papa re, in cui interpreta un personaggio realmente esistito, il patriota Gaetano Tognetti. Sempre nel medesimo anno, è anche co-protagonista della prima stagione della webserie Forse sono io nel ruolo dell'eccentrico Tony, che manterrà anche nella seconda stagione tre anni dopo. Nel biennio 2014-2015, Cassini entra a far parte del cast internazionale del telefilm francese I Borgia, nuovamente nel ruolo di un personaggio storico, questa volta il prelato Pietro Bembo.
Nel 2016, Cassini firma il suo primo lungometraggio da regista: è La notte non fa più paura, vicenda di immaginazione ma ambientata nello sfondo reale del terremoto dell'Emilia del 2012. L'opera, nata anche grazie ad un sostegno di raccolta fondi lanciato in rete, riceve il premio come "Miglior film" in occasione dei festival di cinema indipendente Social World Film Festival, Valdarno Cinema Fedic e Napoli Cultural Classic, e dopo essere trasmessa da Sky Cinema nel maggio 2017 riceve una "Segnalazione speciale" in occasione dei Nastri d'argento, fino alla candidatura, sempre nel 2017, al  David di Donatello.. Del 2016 è il film Senza distanza, che vale a Cassini la candidatura al premio di "Migliore attore protagonista" al Melbourne Indie Film Festival dello stesso anno.

Nel maggio 2017 inizia la lavorazione per la trasposizione cinematografica di La porta sul buio, con Cassini nuovamente in veste di regista, che verrà conclusa ufficialmente due anni dopo. Il 2018 lo vede impegnato nel suo terzo film da regista, Oltre la bufera, sulla morte di Giovanni Minzoni. È del 2019 la presentazione in anteprima del film La presentosa, da lui diretto, fiaba natalizia interamente ambientata e girata a Teramo, città natale di Cassini, in occasione del Natale teramano dell'anno precedente. Nel 2020 Cassini partecipa come voce narrante al documentario Linea di confine, cronistoria multimediale (libro fotografico e film documentario) dei fotografo Giampiero Marcocci sul periodo del lockdown in seguito alla pandemia di Covid-19.

### Altre attività
Marco Cassini ha al suo attivo anche diverse partecipazioni ad opere teatrali: Tre sorelle di Anton Čechov per la regia di Michele Placido e la messinscena, nel 2010, del lavoro La porta sul buio, un thriller scritto e diretto dallo stesso Cassini, al quale seguirà L'orrore, anch'esso scritto e diretto da Cassini, del 2011. Sempre nel 2011 partecipa al radiodramma sul web Passioni Senza fine di Giuseppe Cossentino.
Cassini dal 2021 insegna [regia] e [sceneggiatura] presso la  NABA (Nuova Accademia di Belle Arti) di Milano. 

## Filmografia

### Cinema
- La canarina assassinata, regia di Daniele Cascella (2008)
- Una canzone per te, regia di Herbert Simone Paragnani (2010)
- Anna, Teresa e le resistenti, regia di Matteo Scarfò (2011)
- La notte non fa più paura (2016) (come regista)
- Senza distanza, regia di Andrea Di Iorio (2016)
- Oltre la bufera (2018) (come regista)
- Non ho niente da perdere, regia di Fabrizio Costa (2019)
- La porta sul buio (2019) (come regista)
- La presentosa: alla ricerca degli oggetti magici (2019) (come regista)
- Linea di confine, regia di Giampiero Marcocci (2020) (voce narrante)
- Due di Fiori (2023) (come regista)

### Televisione
- Don Matteo, episodio Caro papà (2009)
- Lo smemorato di Collegno, regia di Maurizio Zaccaro (2009)
- Provaci ancora prof!, episodio Il sogno del faraone (2012)
- Fuoriclasse, stagione 1 (2011)
- Un medico in famiglia, stagione 7 (2011)
- Un passo dal cielo, episodio Il seme della gelosia (2012)
- L'ultimo papa re, regia di Luca Manfredi (2013)
- I Borgia (Borgia), stagioni 2 e 3 (2013, 2014)
- Purché finisca bene - Non ho niente da perdere (2019)
- Fernanda, regia di Maurizio Zaccaro (2023)

## Webseries
- Forse sono io, regia di Vincenzo Alfieri (2013, 2016)

## Teatro
- Verso il mare di Gian Maria Cervo, regia di Malcolm MacKay
- Tre sorelle di Anton Čechov, regia di Michele Placido (2007)
- La porta sul buio, di Marco Cassini, regia di Marco Cassini (2009)
- Malitalia di Enrico Ferro e Laura Aprati, regia di Lydia Biondi (2011)
- L'orrore, di Marco Cassini, regia di Marco Cassini (2011)
- Macbeth, di William Shakespeare, regia di Antonia Renzella (2017)

## Cortometraggi
- Staff only (2007)
- Come andrà a finire (2011)
- Blood Oath (2013) (regia)
- Time Zone Inn (2015)
- L'alternativa (2019) (regia)

## Videoclip
- Fuzzy Dice, Un Natale Rock'n'Roll (2017, regia)
- Colli & Rubini Duo, Malambo (2017, regia)[18]
- Piotta, Ma la vita (2019)

## Premi e riconoscimenti
- 2011
  - Napoli Cultural Classic, Migliore attore non protagonista per Un medico in famiglia
- 2016
  - Social World Film Festival, Miglior film per La notte non fa più paura
  - Valdarno Cinema Fedic, Miglior film per La notte non fa più paura
  - Napoli Cultural Classic, Miglior film per La notte non fa più paura
  - Nastro d'Argento, Menzione speciale per La notte non fa più paura
- 2017
  - Premio Gianni Di Venanzo, Miglior film per La notte non fa più paura
- 2018
  - Tortoreto Lido Festival, Migliore attore per I Borgia
  - Melbourne Indie Fest Best Actor, Nomination come Migliore attore per Senza distanza
- 2019
  - Genre Film Festival Tokyo: Miglior cortometraggio per L'alternativa
- 2020
  - Premio Amore per l'Abruzzo, Migliore attore per I Borgia
  - Festival Internazionale del cinema di San Benedetto Del Tronto, Miglior film per Oltre la bufera
- 2021
  - David di Donatello, candidatura a Miglior film per La porta sul buio